# Dr.-Johannes-Faust-Schule Knittlingen
Die Dr.-Johannes-Faust-Schule Knittlingen, Eigenschreibweise Dr. Johannes Faust-Schule Knittlingen, ist eine Verbundschule aus Grund- und Realschule in Knittlingen in Baden-Württemberg. Der Direktor dieser Schule ist T. Rathgeb. Der Altbau der Schule steht als Kulturdenkmal unter Denkmalschutz.

## Geschichte
Als erster Vorläufer der Schule gab es bereits vor 1500 eine Lateinschule in Knittlingen. 1937 wurde sie zur Oberschule und beherbergte vier Klassenstufen. Ab 1961 wurde eine Realschule aufgebaut und 1966 erstmalig Mittleren Reife vergeben. 1970 wurde ein Anbau fertiggestellt, der 1999/2000 saniert wurde. 1988 wurde ein weiterer Anbau eingeweiht.